# Sant Ferriol de Ceret

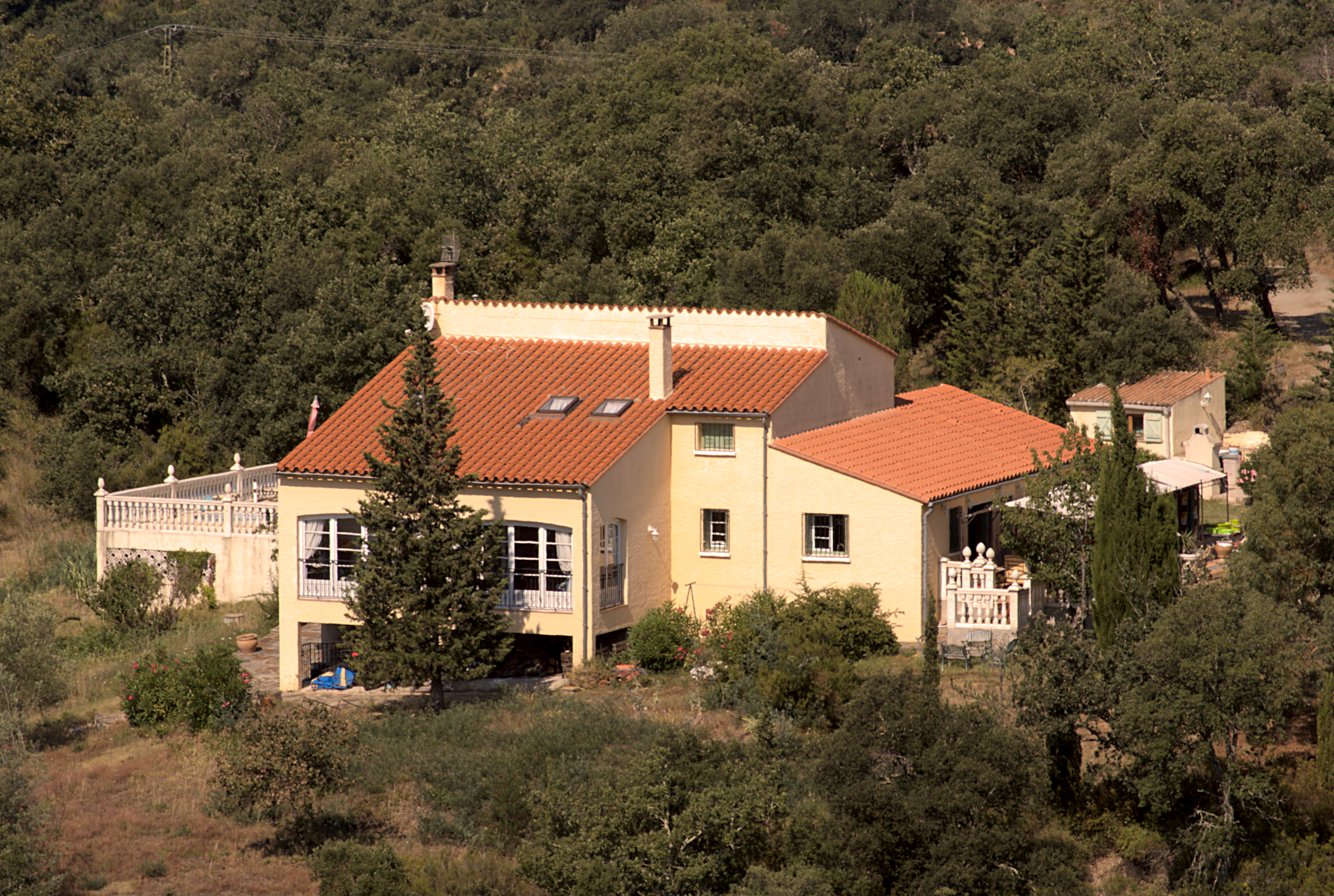
Conjunt de l'ermitatge de Sant Ferriol

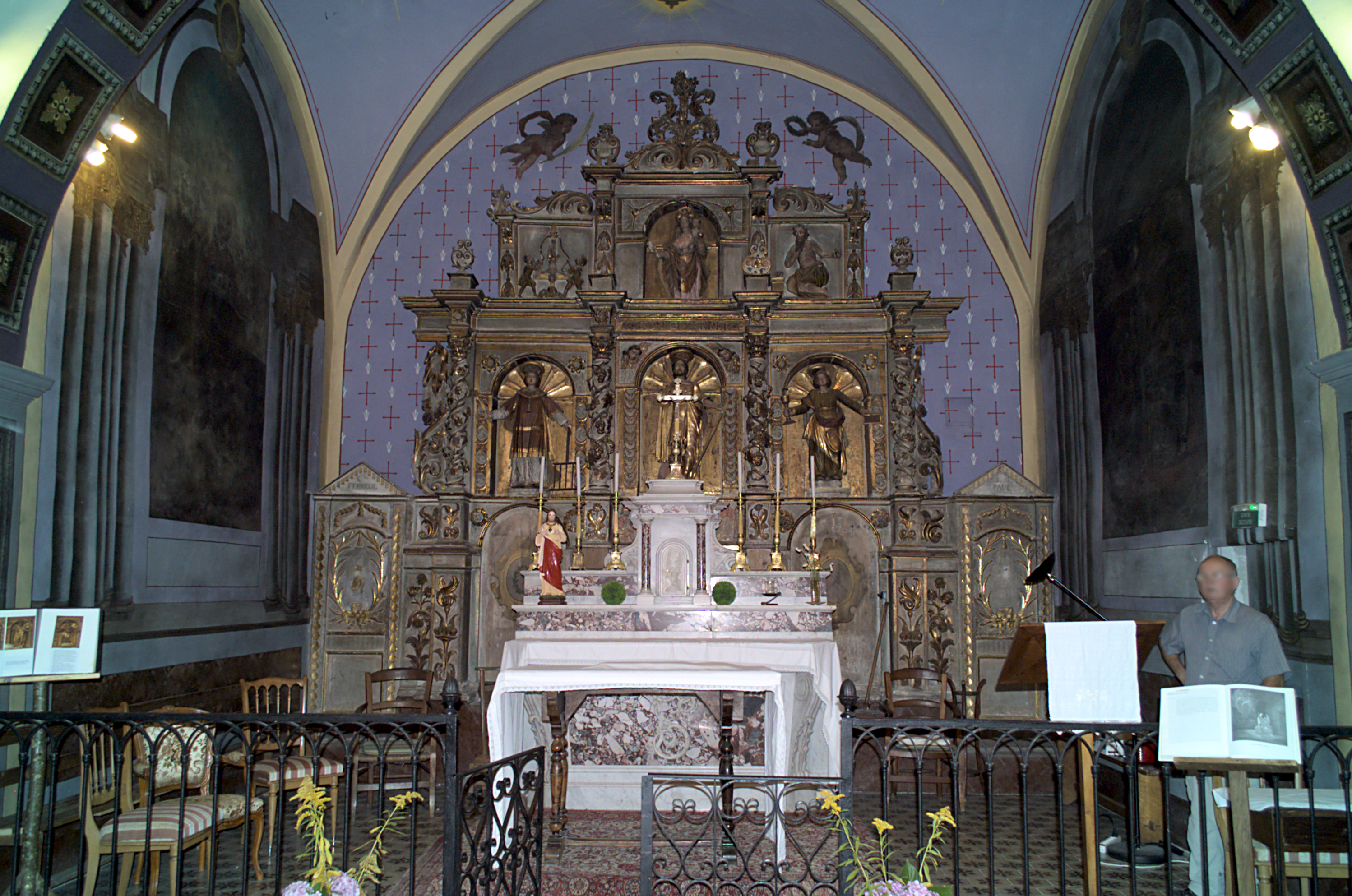
Interior de l'ermita. Altar major

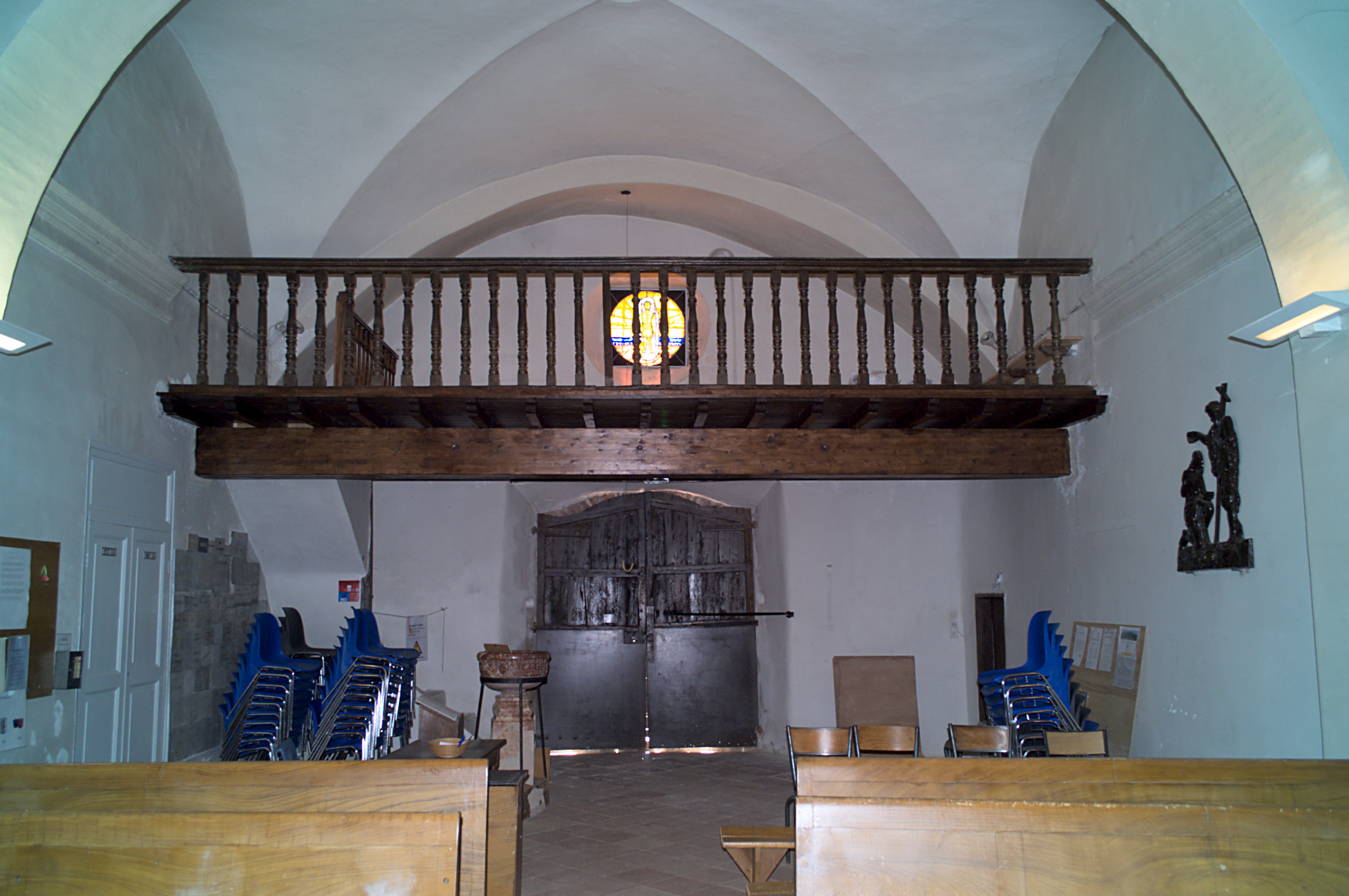
Interior de l'ermita. Nau i cor

L'ermita de Sant Ferriol de Ceret (Saint-Ferréol, en francès) és una edificació religiosa de la comuna de Ceret, al Vallespir (Catalunya del Nord).
Està situada en el sector nord-oest del terme ceretà, a tocar del límit amb el terme de Vivers, de la comarca del Rosselló, en un contrafort dels Aspres, a 301 m d'alçada. El seu emplaçament, vora el Coll de Llauró, que separa el Vallespir del Rosselló, li dona unes vistes privilegiades.
Sant Ferriol és copatró de Ceret, i en la festa Major d'aquesta vila, el 18 de setembre, s'hi celebra un important aplec. Tot i la presència de diverses edificacions annexes, l'església, d'una sola nau i campanar d'espadanya, és de reduïdes dimensions. El temple, del segle xvii, però basat probablement en un d'anterior del XIII, erigit pels monjos benedictins de Santa Maria d'Arles, apareix ja documentat el 1688 (hermita de Sant Ferriol); als segles xvii i XVIII es van construir diversos edificis auxiliars per a l'atenció dels pelegrins. Del temple primitiu, sembla que no en quedi res.
Sant Ferriol de Ceret fou fundat en resposta a les guerres dels albigesos, i s'hi conserven alguns fragments de les relíquies de sant Ferriol i sant Julià dins de reliquiaris en forma de bust, que daten del segle xviii. La capella va esdevenir santuari, amb exvots que són testimoni de les gràcies rebudes i de les proteccions obtingudes per la intercessió de sant Ferriol.
Originalment d'estil romànic molt senzill, hi ha una tribuna sobre la porta d'entrada i tres altars que formen amb la nau una creu llatina. Els edificis annexos es van incendiar l'any 1975; la capella es va salvar d'aquest incendi. En el moment de la restauració de les teulades, es van refer de forma idèntica els diferents elements decoratius, amb dates del 1721, 1722, etc. Igualment el rellotge de sol, amb la inscripció Ultiman Time (tem l'hora darrera) va ser refet l'any 2004.
Durant la Guerra Gran, al segle xviii, acollí una guarnició francesa.
Avui dia aquest santuari, situat en un lloc privilegiat, continua essent un lloc de pau i de serenitat. Cada any, el matí del 18 de setembre, diada de festa gran, els ceretans perpetuen la tradició del pelegrinatge cap a l'ermita de Sant Ferriol. A l'albada, es veu tota una corrua de làmpades i llanternes que ondula al llarg del camí en els vessants del pujol on es dreça l'ermita de Sant Ferriol.

## Bibliografia

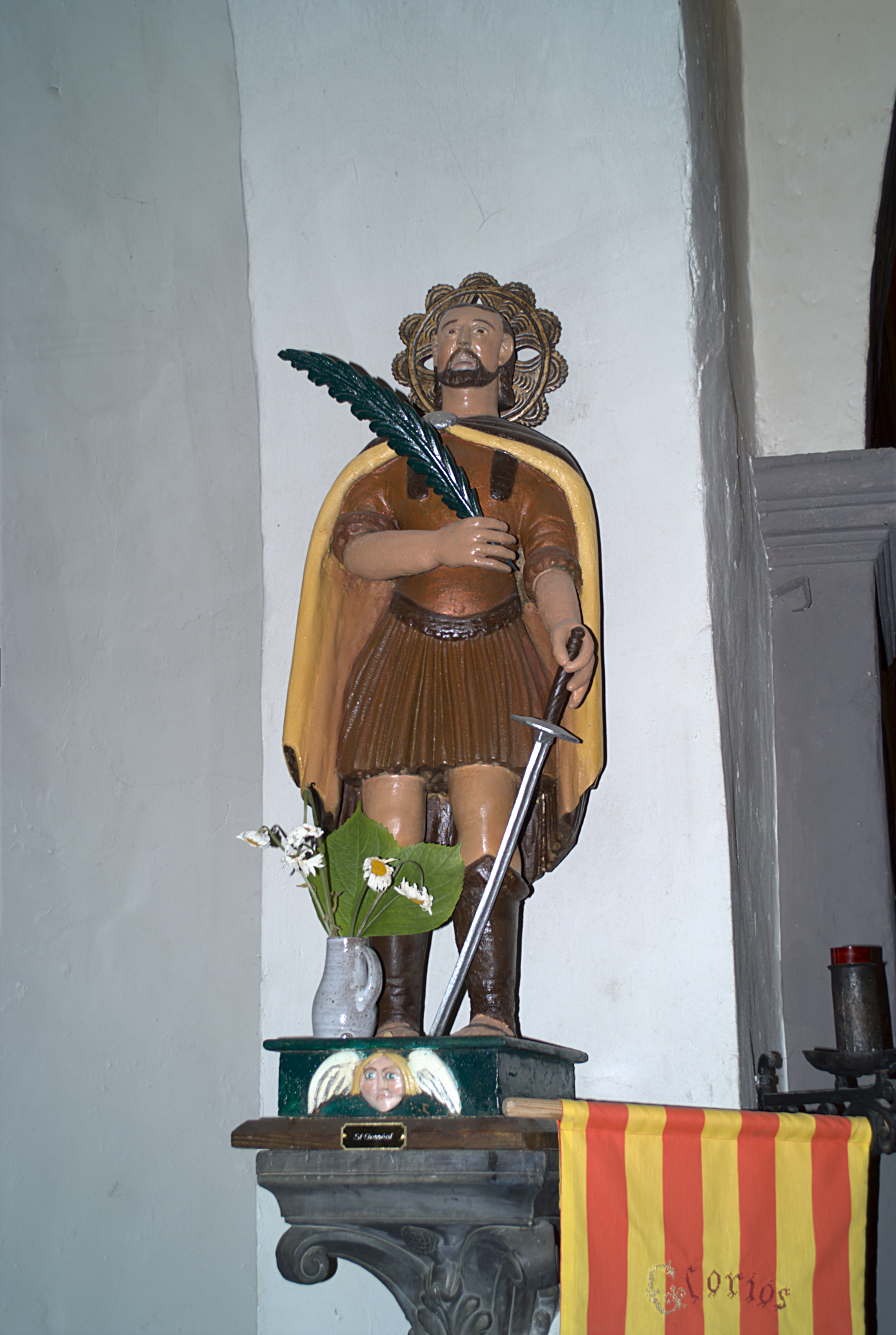
Sant Ferriol, copatró de Ceret